# 吳興沈氏
吳興沈氏，是中国中古时代一個以吳興郡为郡望的沈氏士族，發祥於吳興郡武康縣，鼎盛於南朝，為吳地士族之一。

## 起源
據沈約《宋書》自序，吳興沈氏的始祖為活躍於東漢初年的沈戎。沈戎本為九江郡壽春縣人，仕州為從事，以勸降劇賊尹良之功被漢光武帝封為海昏侯，但辭爵不受，因而避居會稽郡烏程縣之餘不鄉，子孫遂在此繁衍，形成後世的吳興沈氏。
永建四年（129年），分會稽郡置吳郡，烏程縣改屬吳郡，沈氏遂為吳郡烏程人。中平五年（188年），分烏程縣、餘杭縣置永安縣，餘不鄉改屬永安縣，沈氏遂為吳郡永安人。孫吳寶鼎元年（266年），分吳郡、丹楊郡置吳興郡，永安縣改屬吳興郡，沈氏遂為吳興永安人。西晉太康元年（280年），改永安縣為武康縣，沈氏遂為吳興武康人。

## 發展
早期的吳興沈氏並不顯赫，《後漢書》與《三國志》中皆未有沈氏族人入傳。西晉末，吳興沈氏已發展成為吴興豪族。南朝宋中期，吳興沈氏通過依附皇權由豪族上升為軍功士族。齊梁之際，吳興沈氏由軍功士族演變為文化士族，從而進入鼎盛階段。
隋滅陳以後，吳興沈氏逐漸淪落為寒門庶族，在唐朝僅出宰相一人（沈君諒，相唐睿宗）。唐朝後期，因唐德宗對其生母睿真皇后沈氏族人的眷顧，加之沈氏子弟在科舉中取得的成就，吳興沈氏成為衣冠戶。
在唐末五代士族解體之後，吳興沈氏最終演變為具有地方影響力的紳族。